# Eragisa viridis
Eragisa viridis är en fjärilsart som beskrevs av William Schaus 1904. Eragisa viridis ingår i släktet Eragisa och familjen tandspinnare. Inga underarter finns listade i Catalogue of Life.